# Marquesado de Villarreal de Burriel
El marquesado de Villarreal de Burriel es un título nobiliario español creado el 14 de diciembre de 1671, por real decreto y real despacho del 12 de abril de 1672, por el rey Carlos II, con el vizcondado previo de Villarreal, a favor de Alfonsa Jacinta Vallecilla y Ojeda, viuda del almirante Francisco Díaz-Pimienta y Pérez de Mendizábal.

## Marqueses de Villarreal de Burriel
|                                     | Titular                                  | Periodo                |
| Creación por Carlos II              | Creación por Carlos II                   | Creación por Carlos II |
| ----------------------------------- | ---------------------------------------- | ---------------------- |
| I                                   | Alfonsa Jacinta Vallecilla y Ojeda       | 1672-1677              |
| II                                  | Francisco Díaz-Pimienta y Vallecilla     | 1677-1702              |
| III                                 | Francisco Díaz-Pimienta y Zaldívar       | 1702-1707              |
| IV                                  | Juan Nicolás Díaz-Pimienta y Serralta    | 1707-1754              |
| V                                   | Antonio Díaz-Pimienta y Torrezar         | 1754-1774              |
| VI                                  | José Díaz-Pimienta y Parada              | 1774-1809              |
| VII                                 | Mariano Díaz-Pimienta y de la Fuente     | 1824-1840              |
| VIII                                | Luis Díaz-Pimienta y Ramírez de Arellano | 1852-1886              |
| Rehabilitación por Francisco Franco |                                          |                        |
| IX                                  | Felipe de Morenés y García de Alessón    | 1915-1945              |
| X                                   | Antonio Morenés y de Medina              | 1945/1955-1989         |
| XI                                  | Felipe Morenés y de Giles                | 1993-actual titular    |

## Historia de los marqueses de Villarreal de Burriel
- Alfonsa Jacinta Vallecilla y Ojeda, también conocida como Alfonsa Jacinta Vallecilla y Velasco[4] (baut. Portugalete, 14 de noviembre de 1621-11 de agosto de 1677), I marquesa de Villarreal de Burriel, título creado en atención a los servicios prestados por su esposo a la Corona.[1] Era hija del almirante Martín de Vallecilla (Portugalete, 1570-Veracruz, 1635), caballero de la Orden de Santiago en 1624 y constructor de navíos,[5][6] y de María Alfonsa de Ojeda y Velasco.[7]

Casó, en 1635, con el almirante Francisco Díaz-Pimienta y Pérez de Mendizábal (Tazacorte o La Habana, 1596-Barcelona, 1 de septiembre de 1652), hijo ilegítimo de Francisco Díaz-Pimienta y Román, natural de Los Llanos en la isla de La Palma —hijo de Pedro Díaz-Pimienta y Franco, que a su vez, era hijo del capitán Diego Díaz-Pimienta, natural del Reino de Portugal, y de Mayor Franco—, y de Juana Pérez de Mendizábal,  general de la Real Armada de la carrera de las Indias, virrey de Sicilia, caballero de la Orden de Santiago que falleció en el sitio de Barcelona. Alfonsa Jacinta, después de enviudar, contrajo un segundo matrimonio, en Madrid, el 24 de enero de 1654, con Luis de Oyanguren, caballero de la Orden de Calatrava (m. Madrid, 8 de septiembre de 1668), de cuyo matrimonio nació Alfonsa de Oyanguren y Vallecilla, casada con Fernando Antonio de Loyola, marqués de la Olmeda. Volvió a casar, el 8 de febrero de 1670, en Madrid, con Juan Manso de Zúñiga y Salcedo, II conde de Hervías.  Sucedió su hijo del primer matrimonio:
- Francisco Díaz-Pimienta y Vallecilla (baut. Portugalete, 11 de enero de 1637-10 de febrero de 1702), II marqués de Villareal de Burriel y caballero de la Orden de Santiago.[12]

Casó en primeras nupcias, en 1661, con Ana de Zaldívar y Ojeda y en segundas, en Bilbao el 12 de septiembre de 1677, con Ana de Recalde y Vitoria. Le sucedió su hijo del primer matrimonio:
- Francisco Díaz-Pimienta y Zaldívar (baut. Orduña, 12 de abril de 1662-1707), III marqués de Villareal de Burriel y caballero de la Orden de Calatrava.[12]

Contrajo matrimonio, en Bilbao el 14 de junio de 1685 con Francisca de Serralta y de la Puente (1656-1726), viuda de Martín de Arana  e hija de Juan Francisco de Serralta y Salcedo, caballero de la Orden de Santiago, y de María de la Puente. Le sucedió su hijo:
- Juan Nicolás Díaz-Pimienta y Serralta (Barcelona, 6 de junio de 1694-8 de julio de 1754[13]) IV marqués de Villareal de Burriel, brigadier de los reales ejércitos y caballero de la Orden de Alcántara desde 1732.[14][12][a]

Casó con Luisa de Torrezar de Ibárburu. Sucedió su hijo:
- Antonio Díaz-Pimienta y Torrezar (m. 10 de marzo de 1774), V marqués de Villareal de Burriel,[12] señor de Albillos y Renuncio y mariscal de campo.[15]

Casó, el 19 de mayo de 1771, con María Gertrudis de Parada e Hinojosa (n. 13 de abril de 1774), hija de Juan Antonio de Parada y Baraez y de su segunda esposa, Antonia Francisca de Hinojosa. hija de Juan Antonio de Parada y Baraez. Le sucedió su hijo:
- José Díaz-Pimienta y Parada (Madrid, 2 de mayo de 1773-El Bonillo, 13 de abril de 1809), VI marqués de Villareal de Burriel,[15][12]

Casó, en el Corral de Almaguer, el 6 de diciembre de 1801, con Margarita de la Fuente y de la Fuente (baut. Corral de Almaguer, 19 de julio de 1770) Le sucedió su hijo por real carta de 1824.
- Mariano Díaz-Pimienta y de la Fuente (Madrid, 15 de agosto de 1805-Madrid, 14 de febrero de 1840), VII marqués de Villareal de Burriel.[18]

Casó, en Corral de Almaguer, el 12 de septiembre de 1824, con María de los Dolores Ramírez de Arellano y Cabeza de Vaca, hija de Vicente Ramírez de Arellano, regidor perpetuo y alguacil mayor de Huete, y de Ramona Cabeza de Vaca. Le sucedió su hijo en 1852:
- Luis Díaz-Pimienta y Ramírez de Arellano (Corral de Almaguer, 13 de mayo de 1825-Corral de Almaguer, 22 de julio de 1886), VIII marqués de Villareal de Burriel, caballero de la Orden de Malta.[19]

Casó, el 16 de mayo de 1854, en la parroquia de San Ildefonso, Madrid, con María Josefa Espoz y Mina. Fueron padres de un hijo, Eduardo Díaz-Pimienta y Espoz y Mina, oficial del ejército que falleció en Cuba el 8 de julio de 1878. En 1879, solicitó real licencia para designar sucesor «y alegando no contaba con bienes suficientes para mantener la Dignidad con decoro». La solicitud fue denegada y el título quedó vacante hasta que fue rehabilitado en 1915:
Rehabilitado en 1915 por
- Felipe de Morenés y García de Alessón (Tarragona, 8 de abril de 1870-Jerez de la Frontera, 15 de mayo de 1965), IX marqués de Villareal de Burriel,[20] I marqués de Borghetto en 1903, diputado por Almagro en 1914, senador por Ciudad Real de 1921 a 1922,[21] caballero de la Real Maestranza de Caballería de Zaragoza y de la Real Maestranza de Caballería de Sevilla. Era cuarto nieto, por el lado materno, de Mariana Díaz-Pimienta y Torrezar Salcedo, hija del IV marqués de Villarreal de Burriel, que casó con Alonso de Ceballos Carvajal (1692-1770), II marqués de Ceballos,[22][23] título que ostentó en el reino de las Dos Sicilias. Fueron sus padres Carlos Morenés y Tord, IV barón de las Cuatro Torres, y Fernanda García de Alessón y Pardo de Rivadeneira, VI condesa del Asalto y V baronesa de Casa Davalillo.[21]

Caso en primeras nupcias, en Madrid, el 5 de noviembre de 1902, con María Josefa de Imaz y Ceriola (m. 1903). Contrajo un segundo matrimonio con María de las Nieves de Medina y Garvey, de la casa de los marqueses de Esquivel. Sucedió su hijo del segundo matrimonio a quien cedió el título y obtuvo la tenuta de esta dignidad por autorización provisional de la Diputación de la Grandeza en 1945.
- Antonio Morenés y de Medina (Jerez de la Frontera, 1912-Jerez de la Frontera, 11 de septiembre de 1989), X marqués de Villareal de Burriel,[24][25] abogado y economista por la Universidad de Deusto, presidente de la Cámara Agraria de Jerez de la Frontera, diputado provincial, concejal del ayuntamiento y fundador de varias empresas.[26]

Casó, en 1946, con Vicenta de Giles y Zulueta (n. 18 de julio de 1927), única hija de Miguel Giles y López de Carrizosa y de Josefa Zuleta y Queipo de Llano. Por la rama paterna, Vicenta descendía de la casa de los marqueses de Mochales y de los marqueses de Casa Pavón, y era nieta, por el lado materno, de la XVI condesa de Casares.
- Felipe Morenés y de Giles (n. Jerez de la Frontera, 30 de marzo de 1947),[26] XI marqués de Villarreal de Burriel,[27] presidente de la Cámara Agraria de Jerez de la Frontera, Maestrante de Sevilla y de Ronda y caballero de la Orden de Calatrava.[26]

Casó en 1976 con Rosario de León y Domecq (n.1951), de cuyo matrimonio nacieron tres hijos: Tomás María, Felipe, y Consuelo Morenés y de León.